# Albatros L.81
Dimensions
L'Albatros L.81 est un avion de transport allemand de l'entre-deux-guerres qui fut utilisé pour le transport de journaux.

## Utilisateurs
- Lufthansa